# Antje Vollmer

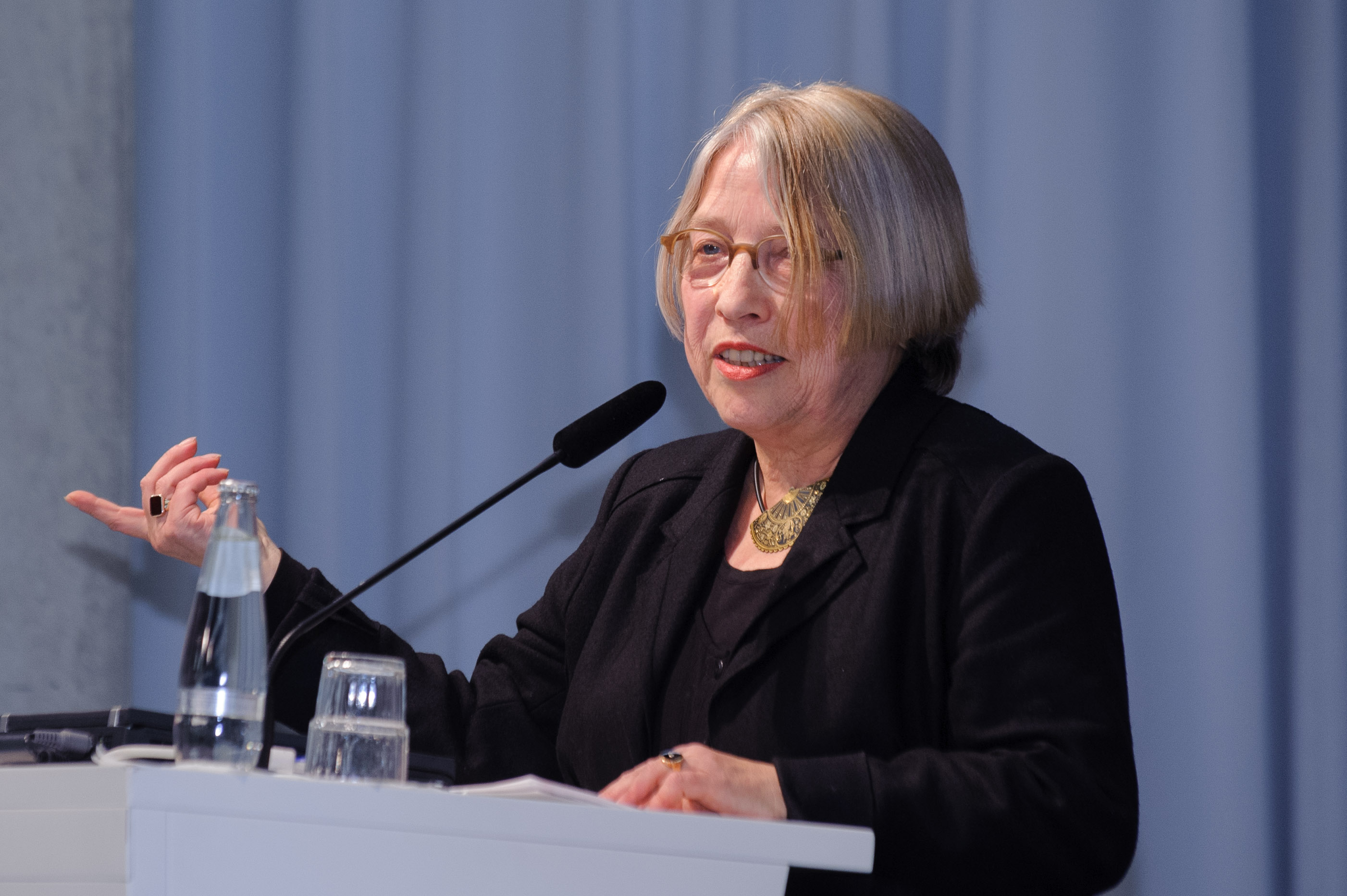
Antje Vollmer (2013)

Antje Vollmer (* 31. Mai 1943 in Lübbecke; † 15. März 2023) war eine deutsche evangelische Theologin, Politikerin (Bündnis 90/Die Grünen) und Autorin. Von 1994 bis 2005 war sie Vizepräsidentin des Deutschen Bundestages.

## Ausbildung und Beruf
Antje Vollmer wurde als zweites Kind des Textilkaufmanns Werner Vollmer und dessen Frau Herta in der Kreisstadt Lübbecke in der damaligen preußischen Provinz Westfalen geboren. Nach dem Abitur, das sie 1962 am Wittekind-Gymnasium Lübbecke ablegte, absolvierte Antje Vollmer ein Studium der Evangelischen Theologie in Berlin, Heidelberg, Tübingen und an der Faculté de Théologie Protestante de Paris. 1967 kehrte sie nach Berlin zurück und legte im April 1968 das Erste und im April 1971 das Zweite Theologische Examen ab; ihr Vikariat machte sie in einer Charlottenburger Gemeinde und im Amt für Industrie- und Sozialarbeit der Evangelischen Kirche Berlin-Brandenburg. Von April 1969 bis April 1971 war sie zudem Assistentin im Fach Kirchengeschichte an der Kirchlichen Hochschule Berlin. Im Juni 1971 wurde Vollmer ordiniert und arbeitete seit Mai 1971 als Pastorin in einer Arbeitergemeinde im Berliner Wedding, die damals von einer Sanierungswelle mit massenhaften Umsiedlungen alteingesessener Bewohner ins Märkische Viertel geprägt war.
Im Sommersemester 1971 begann Vollmer an der Freien Universität Berlin ein Zweitstudium in Erziehungswissenschaften (mit dem Nebenfach Politische Wissenschaften). Im Februar 1973 wurde sie mit einer von Helmut Gollwitzer und Karl Kupisch betreuten Arbeit über Die Neuwerkbewegung 1919–1935 am Fachbereich Philosophie und Sozialwissenschaften der Freien Universität Berlin promoviert. Sie war Stipendiatin der Studienstiftung des deutschen Volkes.
Von 1969 bis 1971 war sie wissenschaftliche Assistentin an der Kirchlichen Hochschule in Berlin. Ebenfalls 1971 begann sie ein postgraduales Studium der Erwachsenenbildung, das sie 1975 mit dem Diplom abschloss. Von 1976 bis 1982 war sie als Dozentin in der ländlichen Bildungsarbeit an der Evangelischen Heimvolkshochschule bei den Bodelschwinghschen Stiftungen Bethel in Bielefeld in Zusammenarbeit mit der westfälisch-lippischen sowie der evangelischen und auch der katholischen Landjugend tätig und erlebte dort den Beginn der ökologischen Bewegung auf dem Land.
Nach ihrem Ausscheiden aus dem Bundestag (Abgeordnete von 1983 bis 1990 und von 1994 bis 2005) übernahm Vollmer 2009 eine Gastprofessur für Politikmanagement der Stiftung Mercator an der NRW School of Governance der Universität Duisburg-Essen.

## Partei
In den 1970er Jahren betätigte sich Antje Vollmer politisch in der Liga gegen den Imperialismus im Umfeld der maoistischen KPD/AO, trat der Partei aber nicht bei. Seit 1985 war sie Mitglied der Partei Die Grünen.
Im Jahr 2018 sprach sie sich in einem Gastbeitrag im Spiegel für Sahra Wagenknechts Organisation Aufstehen aus. In einem Artikel für die Berliner Zeitung vom 16. März 2019 begründete sie mit anderen, warum sie diese für gescheitert ansah, und erklärte ihren Austritt. Sie beteiligte sich an der Gründung der Gruppe Neubeginn, der auch Peter Brandt, Michael Brie, Daniela Dahn, Dieter Klein, Ingo Schulze und Gabi Zimmer angehören.

## Abgeordnete
Durch ihre Tätigkeit in der politischen Bildung an der Ländlichen Heimvolkshochschule Bethel war sie in Kontakt gekommen mit der ersten bäuerlichen Oppositionsbewegung auf dem Land. Als die 1980 gegründeten Grünen zu ihrer ersten Bundestagswahl 1983 diese Bewegung für sich gewinnen wollten und deshalb von dort Kandidat(inn)en für die Bundestagswahl suchten, wurde Vollmer, wie sie im Rückblick sagte „die Verlegenheitskandidatin der Agraropposition, und zwar deswegen, weil die Bauern damals alle von ihren Höfen nicht weg konnten, die eigentlich gewollt waren von den Grünen, und weil auch denen die Grünen ehrlich gesagt ein bisschen zu windig waren. Also die wollten auch ihre langfristig geplante Oppositionsarbeit auch in den Bauernverbänden nicht riskieren für eine etwas verrückte Truppe. Und da bot sich an, dass ich es mal versuchen könnte.“
Über die auch für Nicht-Mitglieder offene Landesliste der Grünen wurde sie 1983 in den Bundestag gewählt und gehörte damit der ersten Bundestagsfraktion der Grünen an: „Keiner hat damit gerechnet, dass wir in den Bundestag kamen, wir hielten das für eine symbolische Aktion. Ich kam auf der Versammlung auf den zweiten Platz der Liste und sechs Wochen später war ich nach einem ganz kurzen Wahlkampf im Bundestag - und konnte es wirklich nicht fassen.“ Ein Jahr später, 1984 wurde sie Sprecherin (Vorsitzende) des „Feminats“ des aus drei Frauen bestehenden Fraktionsvorstandes der Grünen-Bundestagsfraktion, obwohl sie der Partei erst 1985 beitrat. Zum ersten Mal bestand damit die Leitung einer Fraktion im Deutschen Bundestag nur aus Frauen.
Deutschlandpolitisch gehörte sie zur Gruppe um Dirk Schneider, die ab 1984 viele Forderungen der DDR wie die Geraer Forderungen Honeckers anerkennen wollten. Sie war bis 1989 gegen die deutsche Wiedervereinigung. Da bei den Grünen das Rotationsprinzip galt, schied sie im April 1985 aus dem Bundestag aus. Als Die Grünen Ende der 1980er Jahre zwischen Fundis und Realos zerstritten waren, gelang es mit der von Vollmer mitgegründeten Initiative Aufbruch 88 das Auseinanderbrechen der Partei mit einer Basisabstimmung über den Kurs der Partei erfolgreich zu verhindern. Im Jahr 1987 wurde sie erneut in den Bundestag gewählt und gehörte diesem auch bis zum Ende der Legislaturperiode 1990 an. Von Januar 1989 bis Dezember 1990 war sie erneut Fraktionssprecherin. Bei der Bundestagswahl 1990 scheiterten die westdeutschen Grünen an der Fünf-Prozent-Hürde. Vollmer arbeitete in dieser Zeit in Bethel und als freie Autorin für taz, Stern, Spiegel u. a. Ein Jahr war sie Fellow im Wissenschaftskolleg in Berlin.
Zur Bundestagswahl 1994 wollte ihr Landesverband Nordrhein-Westfalen sie nicht mehr als Kandidatin für den Bundestag. Die hessischen Grünen unter der Leitung des Realo Joschka Fischer setzten sie daraufhin als Kandidatin für den Wahlkreis Kassel auf den ersten Platz der Landesliste, da sie erkannten welchen Respekt Vollmer schon damals über Parteigrenzen hinweg genoss. Auch 1998 und 2002 zog sie über die Landesliste Hessen in den Bundestag ein. Für ihren unkonventionellen Wahlkampf 1994 ließen sich SPD-Politiker wie Oskar Lafontaine und Friedrich Schorlemmer genauso zu öffentlichen Gesprächen einladen wie der Vorsitzende des Zentralrats der Juden in Deutschland und FDP-Mitglied Ignatz Bubis aber auch Schriftsteller wie Günter Grass. Auch Anzeigen mit Wahlaufrufen enthielten zahlreiche prominente Namen weit außerhalb des damaligen Wählerspektrums der Grünen. Von 1994 bis 2005 war sie wieder Mitglied des Bundestages. Auf sie gingen viele kulturpolitische Initiativen zurück, u. a. die Übernahme des Gartenreiches Dessau-Wörlitz und des Bergparks Kassel-Wilhelmshöhe auf die Weltkulturerbe-Liste der UNESCO.
Ihr Vorschlag eines Dialogs mit den inhaftierten Mitgliedern der RAF (1985/1987) zur Beendigung terroristischer Gewalt war öffentlich heftig umstritten, wurde dann aber von Heinrich Böll, Hans Magnus Enzensberger, Helmut Gollwitzer, Martin Walser, Ernst Käsemann und Kurt Scharf unterstützt. Er bewirkte Hafterleichterungen und Begnadigungen. Erfolgreich war ihr Engagement für eine deutsch-tschechische Versöhnung. Im Jahr 1998 wurde die Deutsch-Tschechische Erklärung im Bundestag verabschiedet. Nach dem 11. September 2001 widersprach sie allen Theorieansätzen, die vorgeben, das Terrorismusproblem militärisch lösen zu können. Als Pazifistin kritisierte sie wiederholt militärische Interventionen, wandte sich 1999 gegen den NATO-Krieg gegen Jugoslawien und engagierte sich für eine gewaltfreie Bewegung im Kosovo. Sie sprach sich entschieden gegen den Afghanistan- und Irakkrieg aus. Angesichts der dadurch ausgelösten vielfachen Konflikte verzichtete sie schließlich auf ein weiteres politisches Mandat für ihre Partei und trat bei den Bundestagswahlen 2005 nicht mehr an. Im Vorfeld der Olympischen Spiele in Peking versuchte sie, eine politische Lösung der Tibetfrage zu erarbeiten und dabei zu vermitteln.
Im Jahr 2004 sprach sich Vollmer gegen die von der rot-grünen Koalition verabschiedete Regelung der Stiefkindadoption im Lebenspartnerschaftsgesetz aus, so in einem Leitartikel der Berliner Zeitung Der Tagesspiegel oder in einer persönlichen Erklärung im Protokoll des Deutschen Bundestags, stimmte schließlich aber mit der Mehrheit ihrer Partei für die Maßnahme. Sie war Mitglied des Kuratoriums der Stiftung 20. Juli 1944 und verfasste 2020 zusammen mit Philipp von Schulthess, dem Enkel von Claus Schenk Graf von Stauffenberg, die Rede zur Gedenkveranstaltung zum 20. Juli.

## Vizepräsidentin des Bundestags
Im November 1994 wurde Vollmer als erste Vertreterin der Grünen zur Vizepräsidentin des Bundestags gewählt. Die Wahl erfolgte gegen den Widerstand der SPD, die zwei Vizepräsidentenposten beanspruchte, durch Vollmers Wahl aber nur einen stellen konnte. Sie bekleidete dieses Amt elf Jahre lang.
Im Nachruf des Nachrichtenmagazins Der Spiegel hieß es dazu „[sie] konnte so den Umbau der Grünen zur Regierungspartei durch Joschka Fischer und seine ‚Realos‘ nicht stören. Die kluge Intellektuelle bewahrte sich ihre Unabhängigkeit, mit der Anpassung ihrer Partei an den Mainstream war sie zunehmend unglücklich“.

## Runder Tisch Heimerziehung (RTH)
Vollmer war Vorsitzende des Runden Tisches Heimerziehung in den 1950er und 1960er Jahren, der im Frühjahr 2009 von der Bundesregierung auf Empfehlung des Bundestages eingerichtet wurde und bis 2010 die Geschehnisse in der Heimerziehung im westlichen Nachkriegsdeutschland aufarbeiten sollte. Sie erreichte nach heftigen Debatten die Neueinrichtung eines Fonds zur Unterstützung von Betroffenen in Höhe von zunächst 160 Millionen Euro.
Marian Krüger schrieb in der Zeitung Neues Deutschland am 8. Mai 2010 zur Rolle und der damit verbundenen Aufarbeitungsaufgabe von Vollmer unter dem Titel Die Rebellion von Glückstadt: „Antje Vollmer, die Vorsitzende des Runden Tisches Heimerziehung, führt die Zustände in den Heimen auf falsche Erziehungsvorstellungen, das Versagen von Behörden und die ‚Fehlleistungen‘ Einzelner zurück. Entschädigungsforderungen wegen Zwangsarbeit weist sie zurück.“

## Politische Initiativen
- seit 1984: Initiative für eine Entschädigung für Zwangsarbeiter, NS- und Euthanasieopfer, Homosexuelle, Wehrdienstverweigerer
- seit 1984: Forderung nach Übernahme der Geraer Forderungen Honeckers
- 1985: Beginn eines Dialoges mit Terroristen der RAF bis zu deren Selbstauflösung im Jahr 1998
- November 1989: Erklärung im Bundestag, die Rede von der deutschen Wiedervereinigung sei „überholter denn je“
- 1995 bis 1999: für eine Reform des Stiftungsrechtes
- 1995 bis 1997: für eine deutsch-tschechische Versöhnungserklärung
- seit 1995: Versuch eines Dialoges zwischen der chinesischen Regierung und dem Dalai Lama mit dem Ziel seiner Rückkehr nach Tibet
- 1998: Mitinitiatorin der Einrichtung eines Kulturausschusses der Enquete-Kommission „Kultur in Deutschland“ des Deutschen Bundestages und der Forderung nach einem besonderen Kulturministerium
- 1999: für das Jugendprojekt „Straßenfußball für Toleranz“
- seit 2002: öffentliche Anhörungen zur Zukunft der deutschen Theater
- 2004: für eine Sendequote für deutschsprachige oder hier produzierte Musik
- 2013: Erstunterzeichnerin (mit Ingo Schulze, Roger Willemsen u. a.) des Aufrufs „Wider die große Koalition“
- 2014: Initiatorin – zusammen mit Horst Teltschik und Walther Stützle – und Mitunterzeichnerin eines Aufrufs anlässlich der Ukraine-Krise: „Wieder Krieg in Europa? Nicht in unserem Namen!“, siehe Appell für eine andere Russlandpolitik
- 2020: Mitbegründerin der „Gruppe Neubeginn“[19]

Im April 2022 gehörte Antje Vollmer zu den Unterzeichnern eines in der Zeitschrift Emma veröffentlichten Offenen Briefs, in dem Bundeskanzler Olaf Scholz aufgefordert wurde, nach dem russischen Überfall auf die Ukraine der Ukraine keine Waffen mehr zu liefern sowie die Regierung in Kiew zu ermutigen, Verhandlungen zu einer Friedenslösung einzugehen.
Im Februar 2023 war sie Erstunterzeichnerin eines von Sahra Wagenknecht und Alice Schwarzer initiierten „Manifests für Frieden“, das sich ebenfalls im Kontext des russischen Überfalls auf die Ukraine gegen „die Eskalation der Waffenlieferungen“ und für Diplomatie, Verhandlungen und humanitäre Hilfe ausspricht. Sie sprach sich mit großem Nachdruck für eine Verhandlungslösung des bewaffneten Konflikts aus.
Die Berliner Zeitung veröffentlichte im Februar 2023 ihr politisches Fazit in der Form eines Essays, das sich insbesondere auch mit diesen Fragen befasst. Mit einer spekulativen Prämisse, wie die deutsche Außenpolitik aussähe, „wenn nicht Annalena Baerbock, sondern ihre grüne Parteifreundin Antje Vollmer Außenministerin wäre“, kommentierte Heribert Prantl Vollmers Beitrag als ein „politisches Testament“, in dem sie, ihre Verzweiflung „am bellizistischen Kurs ihrer Partei“ vermächtnishaft darlegend, mit der Ratlosigkeit kämpfe, wie man „jetzt“ mit den Folgen der „politischen Fehler, die seit 1989 gemacht worden“ seien, umgehen solle.

## Privatleben und Tod
Antje Vollmer hatte einen älteren und einen jüngeren Bruder. Sie war die Erste in der Familie, die Abitur machte und studierte. Die Eltern besaßen ein Textilgeschäft, das laut ihrer Schilderung „in dieser ganzen Kette der Vernichtung des Einzelhandels dann schließen musste, weil sie sich nicht schnell genug auf diese moderneren Bedingungen der Kaufhäuser einstellen konnten“. Über ihre Kindheit sagte sie, dass es „eher ein amusisches und areligiöses Leben bei uns zu Hause“ gewesen sei. 1979 wurde ihr Sohn geboren, den sie als alleinerziehende Mutter großzog, was ihr zur damaligen Zeit sowohl in der Kirche als auch im Bauernverband Schwierigkeiten bereitete: „‚Ich kriege ein Kind. Ich will es haben. Und mehr sage ich nicht‘, habe sie den Kirchen- und Landvolk-Oberen mitgeteilt.“ Sie starb am 15. März 2023 im Alter von 79 Jahren nach langer Krankheit, wie ihr Sohn mitteilte. Am 17. März 2023 wurde sie zum Beginn der 92. Sitzung des 20. Deutschen Bundestages von Bundestagspräsidentin Bärbel Bas als „herausragende Parlamentarierin“ gewürdigt.

## Schriften (Auswahl)
- Die Neuwerkbewegung 1919–1935. Ein Beitrag zur Geschichte der Jugendbewegung, des Religiösen Sozialismus und der Arbeiterbildung. Blasaditsch, Augsburg 1973 (Zugl.: Berlin, Freie Univ., Diss., 1973).
- Clara Zetkin und die proletarische Frauenbewegung. Berlin 1978 (alias Karin Bauer).[27]
- … und wehret Euch täglich. Ein grünes Tagebuch. 1984.
- Kein Wunderland für Alice. Frauenutopien. 1986.
- Die schöne Macht der Vernunft: Auskünfte über eine Generation. 1991.
- Heißer Frieden. Über Gewalt, Macht und das Geheimnis der Zivilisation. 1995, ISBN 3-462-02417-5.
- (mit Friedrich Hechelmann): Orpheus und Eurydike. Weitbrecht, Stuttgart 1996, ISBN 3-522-72190-X.
- Eingewandert ins eigene Land. Was von Rot-Grün bleibt. Antje Vollmer im Gespräch mit Hans Werner Kilz. Pantheon, München 2006, ISBN 3-570-55015-X.
- Gott im Kommen? Gegen die Unruhestifter im Namen Gottes. Kösel, München 2007, ISBN 978-3-466-36776-4.
- Doppelleben: Heinrich und Gottliebe von Lehndorff im Widerstand gegen Hitler und von Ribbentrop (Reihe Die Andere Bibliothek). Eichborn, Frankfurt am Main 2010, ISBN 978-3-8218-4773-3.
- (mit Lars-Broder Keil): Stauffenbergs Gefährten. Hanser Verlag, Berlin 2013, ISBN 978-3-423-34859-1.
- Hinter den Bildern die Welt. Die untergegangene Bundesrepublik in den Filmen von Rainer Werner Fassbinder – Ein Briefwechsel. Matrosenblau Verlag, Berlin 2015, ISBN 978-3-941155-44-2 (Briefwechsel mit Hans-Eckardt Wenzel).
- (mit Klaus Mertes): Ökumene in Zeiten des Terrors. Streitschrift für die Einheit der Christen. Herder, 2016, ISBN 978-3-451-37569-9 (Briefwechsel mit Klaus Mertes).
- Die Neuwerkbewegung: Zwischen Jugendbewegung und religiösem Sozialismus. Herder, 2016 (Dokumentation protestantischer Kirchengeschichte).
- (mit Hans-Eckardt Wenzel): Konrad Wolf. Chronist im Jahrhundert der Extreme. Die Andere Bibliothek, Berlin 2019, ISBN 978-3-8477-0416-4.
- (mit Daniela Dahn et al.): Neubeginn. Aufbegehren gegen Krise und Krieg. Eine Flugschrift. VSA Verlag, Hamburg 2022, ISBN 978-3-96488-138-0.
- Den Krieg verhindern – Ein ungehörter früher Weckruf. In: Julian Nida-Rümelin et al.: Perspektiven nach dem Ukrainekrieg: Europa auf dem Weg zu einer neuen Friedensordnung? Herder, 2022, ISBN 978-3-451-39524-6, S. 131–140.
- Vermächtnis einer Pazifistin: „Was ich noch zu sagen hätte“, erschienen am 23. Februar 2023 in der Berliner Zeitung (PDF, 22,8 kB)

## Ehrungen
- 1989: Carl-von-Ossietzky-Medaille
- 1996: Cicero-Rednerpreis
- 1997: Medaille der Karls-Universität Prag
- 1998: Hannah-Arendt-Preis für politisches Denken
- 1998: Kunstpreis zur deutsch-tschechischen Verständigung
- 2000/2001: Heinrich-Heine-Gastprofessur, Universität Düsseldorf
- 2003: Tomáš-Garrigue-Masaryk-Orden verliehen durch Václav Havel für Verdienste um die deutsch-tschechische Aussöhnung
- 2005: Großes Verdienstkreuz der Bundesrepublik Deutschland[28]
- 2006: Ehrenmedaille der Freunde des Dessau-Wörlitzer Gartenreichs
- 2008: Gratias agit (verliehen durch Karel Fürst Schwarzenberg)
- 2011: Hans-Ehrenberg-Preis[29] für die Arbeit des Runden Tisches Heimerziehung
- 2012: Bürgerstifter-Preis durch die Initiative Bürgerstiftung für die Reform des Stiftungsrechts
- 2012: Dorothee-Fliess-Preis für Widerstandsforschung
- 2014: Hildegard Hamm-Brücher-Förderpreis
- 2019: Freda-Wuesthoff-Friedenspreis (SOS-Kinderdorf)
- 2021: Ehrenkuratorin des Deutsch-Russischen Forums e. V.[30]

## Würdigungen
Konstantin Wecker und Reinhard Mey widmeten im November 2023 Antje Vollmer die Neuaufnahme des Liedes Es ist an der Zeit von Hannes Wader.